# Ranitar
Ranitar (nepalski: रानीटार) – gaun wikas samiti we wschodniej części Nepalu w strefie Meći w dystrykcie Panchthar. Według nepalskiego spisu powszechnego z 2001 roku liczył on 1261 gospodarstw domowych i 7296 mieszkańców (3683 kobiet i 3613 mężczyzn).